# URBACT
URBACT è un Programma europeo co-finanziato dal Fondo Europeo di Sviluppo Regionale (FESR) e dagli Stati membri, nato con lo scopo di promuovere uno sviluppo urbano sostenibile mediante lo scambio di esperienze e la diffusione delle conoscenze tra città europee. Partecipano al Programma ventinove Paesi: i ventisette Stati membri dell'Unione europea più la Svizzera e la Norvegia.

## URBACT I (2002 – 2006)
Il programma Urbact I è stato lanciato nel 2002 per favorire gli scambi di esperienze tra le città partecipanti e quelle che avevano già partecipato in precedenza ai Programmi URBAN I e URBAN II. Tra il 2002 e il 2006, URBACT ha co-finanziato 38 progetti che hanno coinvolto 217 città da 29 Paesi oltre ad altri 57 partner non urbani come regioni ed università. I progetti URBACT realizzati in questo periodo si sono incentrati su sei tematiche principali: partecipazione dei cittadini, economia e occupazione, giovani, sicurezza urbana, inclusione dei migranti e approccio integrato della rigenerazione urbana.

## URBACT II (2007-2013)
Il Programma URBACT II è stato adottato il 2 ottobre 2007 dalla Commissione Europea. URBACT II rappresenta un'evoluzione del programma di iniziativa comunitaria URBACT I. I bandi sono stati pubblicati nel 2007 e nel 2010 e i progetti selezionati (reti tematiche e gruppi di lavoro) hanno dai 6 ai 12 partner che lavorano insieme per un periodo che va da 2 a 3 anni al fine di sviluppare delle risposte efficaci e sostenibili alle principali sfide urbane. URBACT II coinvolge direttamente circa 300 città e più di 7000 partecipanti da 29 Paesi.

### Obiettivi e caratteristiche principali
Il Programma URBACT II si pone come obiettivo generale il miglioramento dell'efficacia delle politiche per lo sviluppo integrato urbano allo scopo di implementare le strategie di Lisbona e di Göteborg.
Questo obiettivo generale si articola in tre obiettivi specifici:
- a) agevolare lo scambio di esperienze e le conoscenze acquisite tra decisori politici ed esperti nel campo dello sviluppo urbano sostenibile e tra autorità locali e autorità regionali;
- b) diffondere le esperienze e le buone pratiche sperimentate nelle città europee e assicurare il trasferimento del know-how nel campo dello sviluppo urbano sostenibile;
- c) fornire assistenza ai decisori politici e ai professionisti nel definire i piani d'azione attinenti allo sviluppo urbano sostenibile.

La gestione dei sistemi urbani nell'attuale momento di crisi economica internazionale, l'approccio integrato e sostenibile alla crescita urbana e lo sviluppo di partenariati e di processi di governance multilivello efficaci rappresentano i tre approcci trasversali che caratterizzano i partenariati URBACT II.
In particolare, URBACT II mira ad aiutare le città a sviluppare soluzioni concrete, innovative e sostenibili, integrando la dimensione economica, sociale ed ambientale, consentendo loro di condividere buone pratiche ed esperienze con altre città e con professionisti ed esperti di politiche urbane da tutta Europa.
Una delle principali caratteristiche del Programma è rappresentata dal requisito che ogni partner, riunendo gli stakeholders principali sul territorio, istituisca un Gruppo di Supporto Locale (LSG, Local Support Group) e crei un Piano d'Azione Locale (LAP, Local Action Plan), ovvero una sorta di “tabella di marcia” concreta che possa offrire una serie di soluzioni utili ad affrontare gli argomenti identificati all'inizio del progetto URBACT attraverso lo studio di base. I LSG, che operano per ottimizzare l'impatto dello scambio transnazionale di buone pratiche fra città, sono chiamati a verificare che le idee che emergono dal progetto siano realistiche e realizzabili a livello locale. Gli obiettivi, le attività e la composizione dei LSG dipendono dalla tematica del progetto, dalla natura delle attività di scambio proposte oltre che dai bisogni e dell'esperienza maturata in ambito locale. Un'altra peculiarità del Programma URBACT II è la designazione, da parte dei capofila di ciascun progetto, di un esperto (Lead Expert) che ha il compito di offrire consulenza ai partner durante tutto il ciclo di vita del progetto. I Lead Expert vengono selezionati a livello di Programma, tramite procedura pubblica.

### Ciclo di sviluppo dei progetti URBACT II
Nell'ambito di URBACT II, ciascun progetto si articola in due fasi principali: sviluppo e implementazione. La fase di sviluppo (durata 6 mesi) ha l'obiettivo di sviluppare la proposta iniziale, completare il partenariato e strutturare la final application con i dettagli delle attività da realizzare nella fase successiva. In questa fase le città partner devono lavorare su due pacchetti di lavoro (gestione del progetto e sviluppo progettuale), così da fornire le basi per l'allargamento della partnership e l'efficace gestione del progetto per i mesi successivi. Le principali azioni da sviluppare in questa fase consistono nell'assicurare la gestione amministrativa e finanziaria del progetto, organizzare dei meeting transnazionali, completare lo studio di base (baseline study) che serve a descrivere in maniera strutturata lo stato dell'arte rispetto alla tematica individuata, istituire i Gruppi di Supporto Locale (LSG, Local Support Groups) costituiti dai principali stakeholders istituzionali e privati il cui coinvolgimento risulta importante per la creazione dei piani di azione locali, e realizzare un primo incontro con i LSG. Al termine della fase di sviluppo, i partenariati devono presentare una versione completa e dettagliata della proposta progettuale per poter accedere alla fase di implementazione. Nella fase di implementazione (durata: 27 mesi) la partnership deve essere perfezionata con l'inclusione di altri partner fino al raggiungimento del numero minimo di partner previsto dal Programma. I partner devono essere equamente divisi tra città di regioni appartenenti all'Obiettivo Competitività e all'Obiettivo Convergenza, con la possibilità di includere un numero limitato di partner non urbani (a scelta tra autorità regionali o nazionali, università e centri di ricerca, ONG, ecc.). In questa fase i partner devono lavorare su quattro pacchetti di lavoro: gestione del progetto, scambi internazionali e seminari di rete finalizzati allo scambio di informazioni e all'apprendimento, diffusione locale delle buone pratiche e impatto sulle politiche locali (incontri con i LSG e definizione dei piani di azione locali), comunicazione e disseminazione (sito web, eventi, pubblicità).

### Beneficiari
Possono partecipare al Programma URBACT II in qualità di partner:
- le città, i Servizi competenti in materia di politica urbana di Regioni e Stati membri, le Università e i centri di ricerca potenzialmente interessati alle tematiche del Programma situati all'interno degli Stati membri dell'UE
- le città e altri enti pubblici competenti per le questioni urbane dei due Stati Partner (Norvegia e Svizzera) che possono beneficiare dei fondi stanziati a livello nazionale
- i partner provenienti da Paesi candidati e potenzialmente candidati all'ingresso nell'Unione Europa possono beneficiare esclusivamente dei fondi derivanti dallo Strumento di Assistenza alla Pre-Adesione (IPA) mentre i partner di altri Paesi devono provvedere attraverso propri fondi alla copertura dei costi derivanti dalla partecipazione al progetto.

### Piano finanziario
Il contributo comunitario per il Programma (dotazione del FESR) è pari ad Euro 53.319.170 Euro per una disponibilità finanziaria complessiva, inclusi i cofinanziamenti nazionali e locali, pari ad Euro 67.817.875 (assistenza tecnica compresa). Per i partner provenienti dalle zone ammissibili all'obiettivo “Convergenza” la percentuale massima del contributo comunitario (FESR) è pari all'80%, mentre per i partner provenienti dalle zone degli obiettivi “Competitività e Occupazione” e “Cooperazione Territoriale Europea” la percentuale massima del contributo comunitario (FESR) è pari al 70% dei costi ammissibili del progetto. Per quanto attiene ai partner italiani, il cofinanziamento nazionale è a totale carico del Fondo di Rotazione, ex delibera CIPE n. 36 del 15 giugno 2007 e viene erogato automaticamente in seguito all'approvazione del progetto. I partner norvegesi e svizzeri ricevono dai rispettivi fondi nazionali un contributo massimo pari al 50%.

### Struttura del Programma
Il Programma URBACT II è diretto da un comitato di pilotaggio (Monitoring Committee) composto da due rappresentanti per ciascuno dei 29 Paesi partecipanti, che si incontrano tre volte all'anno. La presidenza del comitato è affidata ad uno Stato membro, per mandati di un anno. La gestione quotidiana del Programma è assicurata da un Segretariato tecnico congiunto situato in Francia. Il Programma dispone inoltre, conformemente al Regolamento nº1080/2006 della Commissione Europea, di un'Autorità di Gestione (Managing Authority) che è la SGCIV Archiviato il 20 giugno 2012 in Internet Archive., il Segretariato Generale del Comitato Interministeriale delle Città che fa capo al Ministero francese per le Politiche Urbane.
Al fine di diffondere meglio le informazioni e i risultati dei progetti all'interno dei diversi Paesi partecipanti, il Programma URBACT II dispone di Punti di Disseminazione Nazionali. Per l'Italia, nel periodo 2012-2013 il Punto di Disseminazione Nazionale del Programma URBACT II è Cittalia, la Fondazione di Ricerche dell'ANCI (Associazione Nazionale dei Comuni Italiani).

### I progetti
Esistono due tipi di progetti, che differiscono per numero di partner, durata e importo: le reti tematiche e i gruppi di lavoro.
I progetti rappresentano il cuore del Programma URBACT II e riguardano tutte le principali tematiche relative allo sviluppo urbano integrato e sostenibile. Nell'ambito del Programma URBACT II, sono stati finanziati 52 progetti di cui 15 sono ancora in fase di esecuzione. I risultati dei progetti sono pubblicati sul sito ufficiale del Programma URBACT II.